# إدوين إدواردز (سياسي)
إدوين إدواردز (بالإنجليزية: Edwin Edwards)‏ هو محامي وسياسي أمريكي، ولد في 7 أغسطس 1927 بماركسفيل في الولايات المتحدة. حزبياً، نشط في الحزب الديمقراطي.

## مناصب
- انتخب حاكم لويزيانا [الإنجليزية]‏ (12 مارس 1984 – 14 مارس 1988).
- انتخب حاكم لويزيانا [الإنجليزية]‏ (9 مايو 1972 – 10 مارس 1980).
- انتخب حاكم لويزيانا [الإنجليزية]‏ (13 يناير 1992 – 8 يناير 1996).
- انتخب عضو مجلس ولاية لويزيانا.
- انتخب عضو مجلس النواب الأمريكي.

## روابط خارجية
- إدوين إدواردز على موقع IMDb (الإنجليزية)
- إدوين إدواردز على موقع الموسوعة البريطانية (الإنجليزية)
- إدوين إدواردز على موقع إن إن دي بي (الإنجليزية)